# Sent Laurenç de la Verneda
Sent Laurenç de la Verneda (en francès Saint-Laurent-la-Vernède) és un municipi francès situat al departament del Gard i a la regió d'Occitània.